# فيتو سكوتى
فيتو سكوتى (بالإنجليزية: Vito Scotti)‏ (و. 1918 – 1996 م) هو ممثل أفلام، وممثل مسرحي، وممثل تلفزي أمريكي، ولد في سان فرانسيسكو، توفي في وودلاند هيلز، عن عمر يناهز 78 عاماً، بسبب سرطان الرئة.

## وصلات خارجية
- فيتو سكوتى على موقع IMDb (الإنجليزية)
- فيتو سكوتى على موقع ألو سيني (الفرنسية)
- فيتو سكوتى على موقع ميوزك برينز (الإنجليزية)
- فيتو سكوتى على موقع تيرنر كلاسيك موفيز (الإنجليزية)
- فيتو سكوتى على موقع أول موفي (الإنجليزية)
- فيتو سكوتى على موقع قاعدة بيانات برودواي على الإنترنت (الإنجليزية)
- فيتو سكوتى على موقع قاعدة بيانات الأفلام السويدية (السويدية)
- فيتو سكوتى على موقع إن إن دي بي (الإنجليزية)
- فيتو سكوتى على موقع ديسكوغز (الإنجليزية)
- فيتو سكوتى على موقع قاعدة بيانات الفيلم (الإنجليزية)